# Підв'язкова змія
Підв'язко́ва змі́я або підв'язко́вий вуж (Thamnophis) — рід змій родини вужевих, дуже поширених на більшій частині території Північної Америки від Канади до Мексики, і Центральній Америці.
Вони зустрічаються як на рівнинах, так і на висоті до 2800 м над рівнем моря, і хоча перевагу віддають вологим біотопам, мешкають також у преріях, хвойних і гірських лісах. У спектр живлення вужів входять як традиційні жаби і їхні пуголовки, так і тритони, саламандри, риби, ящірки, миші, землерийки, дрібні птахи і навіть равлики, дощові черв'яки, павуки і різні комахи. Все це говорить про високу екологічну валентність.
Вони ведуть денний спосіб життя. Здебільшого дрібні за розмірами — 50-80 см, виняток становлять лише T. couchi gigas що досягають 150 см. Голова у представників цього роду слабо відділена від тіла, спинна луска килевата; у забарвленні, залежно від виду і підвиду, присутні до восьми довгих подовжніх смуг, між якими можуть знаходитися дрібні плями. Деякі види буди неодноразово класифіковані до роду Nerodia і назад. Допідвидове визначення підв'язкових змій дуже складне через високу варіабельність у забарвленні та відсутності згоди щодо класифікаційних критеріїв.

## Види
- Thamnophis angustirostris
- Thamnophis atratus
- Thamnophis bogerti
- Thamnophis brachystoma
- Thamnophis butleri
- Thamnophis chrysocephalus
- Thamnophis conanti
- Thamnophis couchii
- Thamnophis cyrtopsis
- Thamnophis elegans
- Thamnophis eques
- Thamnophis exsul
- Thamnophis fulvus
- Thamnophis gigas
- Thamnophis godmani
- Thamnophis hammondii
- Thamnophis lineri
- Thamnophis marcianus
- Thamnophis melanogaster
- Thamnophis mendax
- Thamnophis nigronuchalis
- Thamnophis ordinoides
- Thamnophis postremus
- Thamnophis proximus
- Thamnophis pulchrilatus
- Thamnophis radix
- Thamnophis rossmani
- Thamnophis rufipunctatus
- Thamnophis sauritus
- Thamnophis scalaris
- Thamnophis scaliger
- Thamnophis sirtalis
- Thamnophis sumichrasti
- Thamnophis valida